# Adam Mališ
Adam Henrik Mališ (polj. Adam Henryk Małysz; 3. decembar 1977) je nekadašnji poljski ski skakač. Jedan je od najuspešnijih ski skakača u istoriji.
Osvojio je 4 olimpijske medalje, 4 zlatne medalje na Svetskom prvenstvu (rekord) i ima 39 pobeda u Svetskom kupu (92 podijuma ukupno).

## Karijera
Rođen je u Visli na jugu Poljske. Karijeru ski skakača je započeo 1995. godine.
Pobedio je na 39 takmičenja u Svetskom kupu što ga po broju pobeda čini drugim ski skakačem u istoriji. Ima najviše individualnih pobeda u Svetskom kupu, i do sada je jedini koji je tri sezone zaredom trijumfovao u tom takmičenju. Adam Mališ je osvojio svako takmičenje barem jednom, a bez medalje nije bio ni na Olimpijskim igrama, iako na njima nikad nije osvojio zlato.
Pobednik je Turneje četiri skakaonice u sezoni 2001/02. Takođe je i osvajač dve medalje na Olimpijskim igrama u Solt Lejk Sitiju, a osvojio je i dve srebrne medalje na olimpijskim igrama u Vankuveru. Od 2000 do 2003 je bio praktično nepobediv uprkos fantastičnoj formi Svena Hanavalda i osvojio je tri svetska kupa zaredom. Još zanimljivije je to da je zadnji od ova tri kupa osvojio sa samo 3 pobede, što je rekord u osvajanju svetskog kupa sa što manjim brojem pobeda u roku od jedne sezone, uspešno se suprotstavivši Hanavaldu koji je u toj sezoni imao mnogo više pobeda od Mališa. Nakon toga, usledio je period stagnacije i nešto lošijih rezultata, a u naredne tri godine je pobedio samo pet puta. U većini takmičenja je bio na samom začelju, forma mu je bila potpuno u padu, a na par takmičenja se čak nije ni kvalifikovao za drugi krug. U sezoni 2006/07. je sve ukazivalo na to da će mladi Norvežanin Anders Jakobsen osvojiti Svetski kup. Međutim, Mališ je iznenađujuće počeo dobro da skače i osvojio je 8 zadnjih takmičenja zaredom, ostavivši pritom Jakobsena sa više od 200 poena iza sebe. Tako je po četvrti put u karijeri osvojio Svetski kup, čime se izjednačio sa Fincem Matijem Nikenenom.
Mališ je nakon tih veoma dobrih rezultata, dobio priznanje kao jedan od najboljih skakača svih vremena. Međutim već u idućoj sezoni je usledio ogroman pad forme, ovaj put čak i veći nego u periodu između osvajanja zadnja 2 svetska kupa. Dve godine nije osvojio nijednu medalju i Mališ je u sezoni 2008/09. izjavio da će skakati još jednu sezonu zbog Olimpijskih igara i da će se posle toga povući. Iste te sezone Mališ uspeva da osvoji par bronzanih i srebrnih medalja čime je po broju medalja u Svetskom kupu pretekao Matija Nikenena, da bi u idućoj sezoni osvojio dve bronzane i četiri srebrne medalje u Svetskom kupu, a na Olimpijskim igrama u Vankuveru uspeva na dva takmičenja zaredom uzeti dve srebrne medalje. U takmičarskoj godini 2010-2011, bio je u dobroj formi, ali je imao dosta grešaka koje su ga često koštale podijuma. Zatim dolazi do 2 srebrne i 4 bronzane medalje, da bi u Zakopanama, 21. januara 2011., na domaćem terenu osvojio zlato posle čak 4 godine pauze. Odmah sutradan, na sledećem takmičenju, doživljava pad usled kojeg dolazi do lakše povrede kolena. Mališ se, iako izvan forme usled povrede, ipak vraća nedelju dana kasnije i konačno nakon nekoliko takmičenja, dolazi do bronze u Vikersundu, a ubrzo i do bronze na manjoj skakaonici na Svetskom prvenstvu u Oslu. Na iznenađenje svih, Mališ je najavio kraj karijere po završetku te sezone. Na Planici, 20. marta 2011. godine, Adam se i zvanično oprašta od profesionalnog bavljenja ovim sportom.
Nakon završetka karijere u skijaškim skokovima, pojavljuje se na Dakar reliju 2012. i 2013, dostigavši 37 i 15 mesto.

## Privatni život
Oženjen je Izabelom i imaju jednu ćerku, Karolinu. Njegov životni moto je: „Be good and just“ (Budi dobar i pravedan). Idol mu je bio bivši nemački ski skakač Jens Vajsflog. Pripadnik je luteranske crkve.

## Pobede u Svetskom kupu
1. Oslo 17. mart 1996.
2. Saporo 18. januar 1997.
3. Nagano 26.januar 1997.
4. Insbruk 4. januar 2001.
5. Bišofshofen 6. januar 2001.
6. Harakov 13. januar 2001.
7. Harakov 14. januar 2001.
8. Solt Lejk Siti 20. januar 2001.
9. Saporo 27. januar 2001.
10. Saporo 28. januar 2001.
11. Vilingen 4. februar 2001.
12. Falun 7. mart 2001.
13. Trondhajm 9. mart 2001.
14. Oslo 11. mart 2001.
15. Kuopio 23. novembar 2001.
16. Titize-Nojštat 1. decembar 2001.
17. Filah 8. decembar 2001.
18. Engelberg 16. decembar 2001.
19. Val di Fiem 21. decembar 2001.
20. Val di Fiem 22. decembar 2001.
21. Zakopane 20. januar 2002.
22. Oslo 9. mart 2003.
23. Lahti 14. mart 2003.
24. Lahti 15. mart 2003.
25. Harakov 11. decembar 2004.
26. Bad Miterndorf 16. januar 2005.
27. Zakopane 29. januar 2005.
28. Zakopane 30. januar 2005.
29. Oslo 12. mart 2006.
30. Obersdorf 27. januar 2007.
31. Titize-Nojštat 3. mart 2007.
32. Titize-Nojštat 4. mart 2007.
33. Lahti 11. mart 2007.
34. Kuopio 13. mart 2007.
35. Oslo 17. mart 2007.
36. Planica 23. mart 2007.
37. Planica 24. mart 2007.
38. Planica 25. mart 2007.
39. Zakopane 21. januar 2011.

## Spoljašnje veze
- Zvanični sajt
- Sajt posvećen ski skokovima